# موکسرانگا

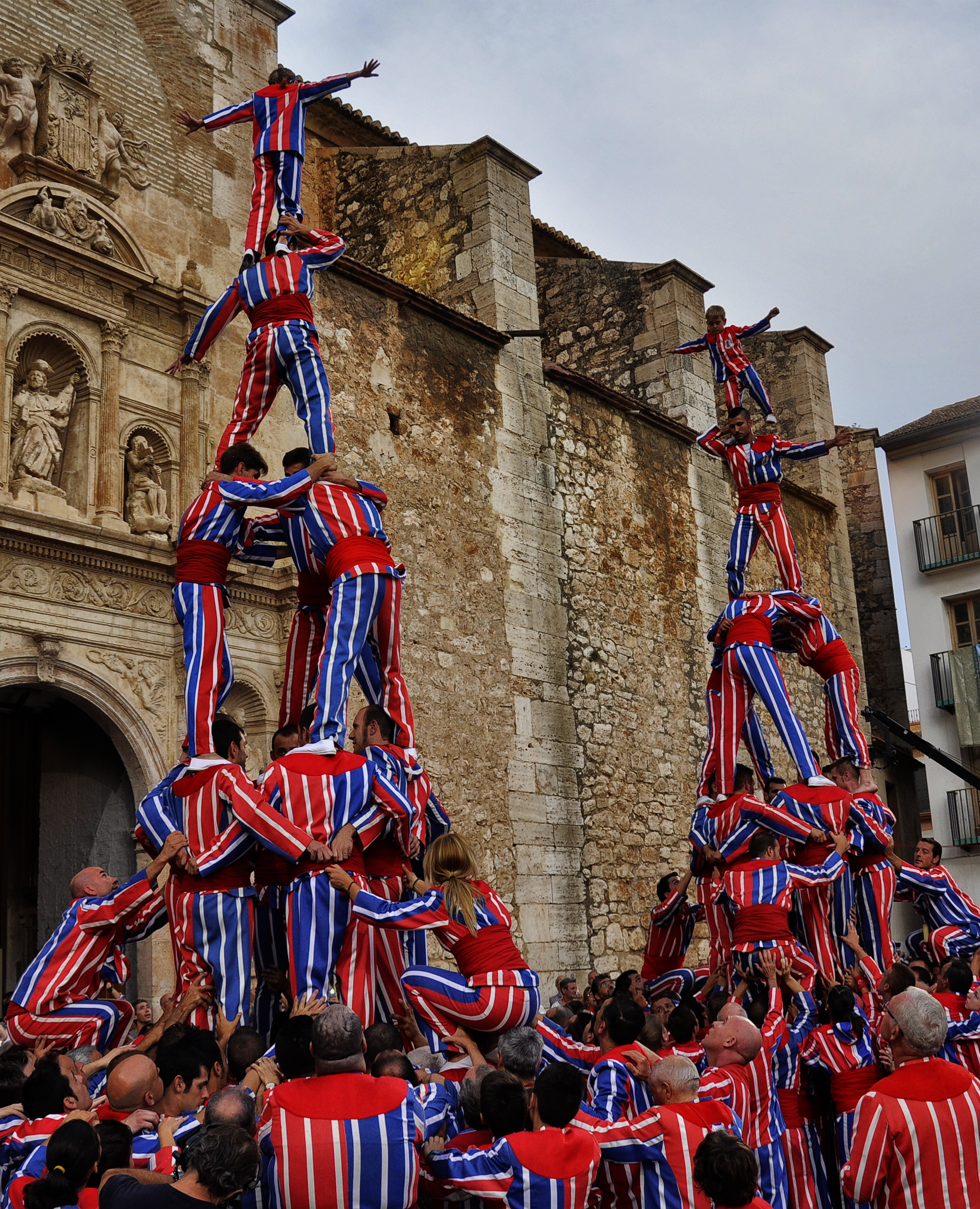
جشن موکسرانگا در آلژمزی

موکسرانگا (به انگلیسی: Muixeranga) نامی است که به رقصهای خیابانی باستانی گفته می‌شود که در شهر والنسیا برگزار می‌گردد، شروع آن از زمان پادشاهی  والنسیا باستان (جامعه والنسیای فعلی یا سرزمین والنسیا) بوده و همچنان برگزار می‌شود مردم در این گردهمایی به تشکیل هرم‌های انسانی یا قلعه‌ها می‌پردازند، این رقص در شهر آلژمزی، ۳۰ کیلومتری جنوب غربی والنسیا و برخی دیگر از شهرهای والنسیا حفظ شده‌است. موکسرانگا بسیار بیشتر از یک رقص آکروباتیک هنری است. این رقص مجموعه ای از رقص‌های باستانی انسانی با قابلیت انعطاف‌پذیری زیاد است که  اشکال مختلفی را نشان می‌دهد، این جشنواره در شهر آلژمزی در تاریخ (۷ و ۸ سپتامبر) برگزار می‌شود. موکسرانگا دارای پیشینه مذهبی است و با یک رقص سنتی همراه است، همچنین بر تشکیل برج‌های انسانی متمرکز است.

## جشنواره La Mare de Déu de la Salut
روز جشن بانوی حامی سلامتی ما، در آلژمزی و در تاریخ ۸ سپتامبر برگزار می‌گردد؛ و یادآور کشف افسانه ای مجسمه ای مریم و کودک در سال ۱۲۴۷ میلادی می‌باشد. مجسمه که از اواسط قرن بیستم در این شهر مورد احترام قرار می‌گیرد یک کپی است، زیرا در طول جنگ داخلی، تمثال اصلی و همچنین کلیسای کوچک آن ویران شد. این مراسم قبل از جشن اصلی که در ۷ و ۸ سپتامبر برگزار می‌شود، که از ۲۹ اوت آغاز می‌شود و در ۶ سپتامبر به پایان می‌رسد. این جشنواره رقص‌ها و موسیقی سنتی خود را حفظ کرده‌است و الهام بخش رقص‌های دیگر مذهبی است.
این جشن بر پایهٔ مشارکت مردم از قرن ۱۸ میلادی  هر سال  در شهر آلژمزی برگزار می‌گردد و از نسلی به نسل دیگر منتقل می‌گردد در ابتدا این جشن برای کارگران معمولی بود و با تغییر ساختارهای اجتماعی در طول سال‌های طولانی تغییراتی در جامعه درگیر در بر پای این جشن صورت گرفته و امروز تمامی قشرها در آن شرکت می‌کنند.
یونسکو بعد از طی تشریفات قانونی، جشن والنسیا بانوی حامی سلامتی ما را به عنوان بخشی از «میراث ناملموس بشریت» شناخته‌است.
این جشن "la Mare de Déu de la Salut" توسط انسان شناسان، جامعه شناسان و مورخان مورد مطالعه قرار گرفته‌است. طبق داده‌های به دست آمده این جشن باعث الهام گرفتن هنرمندان، موسیقی دانان و شاعران زیادی شده‌است.

## منشأ
نظریه‌های مختلفی در مورد منشأ موکسرانگا وجود دارد، خصوصاً در رابطه با نام آن. نظریه اول بر این باور است که این کلمه از واژه عربی mochain به معنی «نقاب» گرفته شده‌است. نظریه دوم آن را با موکب‌های باستانی برگزار شده برای بزرگداشت یک رویداد خاص در خیابان پیوند می‌دهد.
برگزاری این جشن در جزیره ایبری به قرن ۱۳ میلادی بر می‌گردد ولی اولین گزارشات مکتوب مربوط به قرن ۱۸ میلادی در آلژمزی والنسیا می‌باشد.

## موکب
سه موکب عمده که این جشن را برگزار می‌کنند.
- The Promeses Processó
- Processoneta of Mati
- The Volta Great

## مشخصات

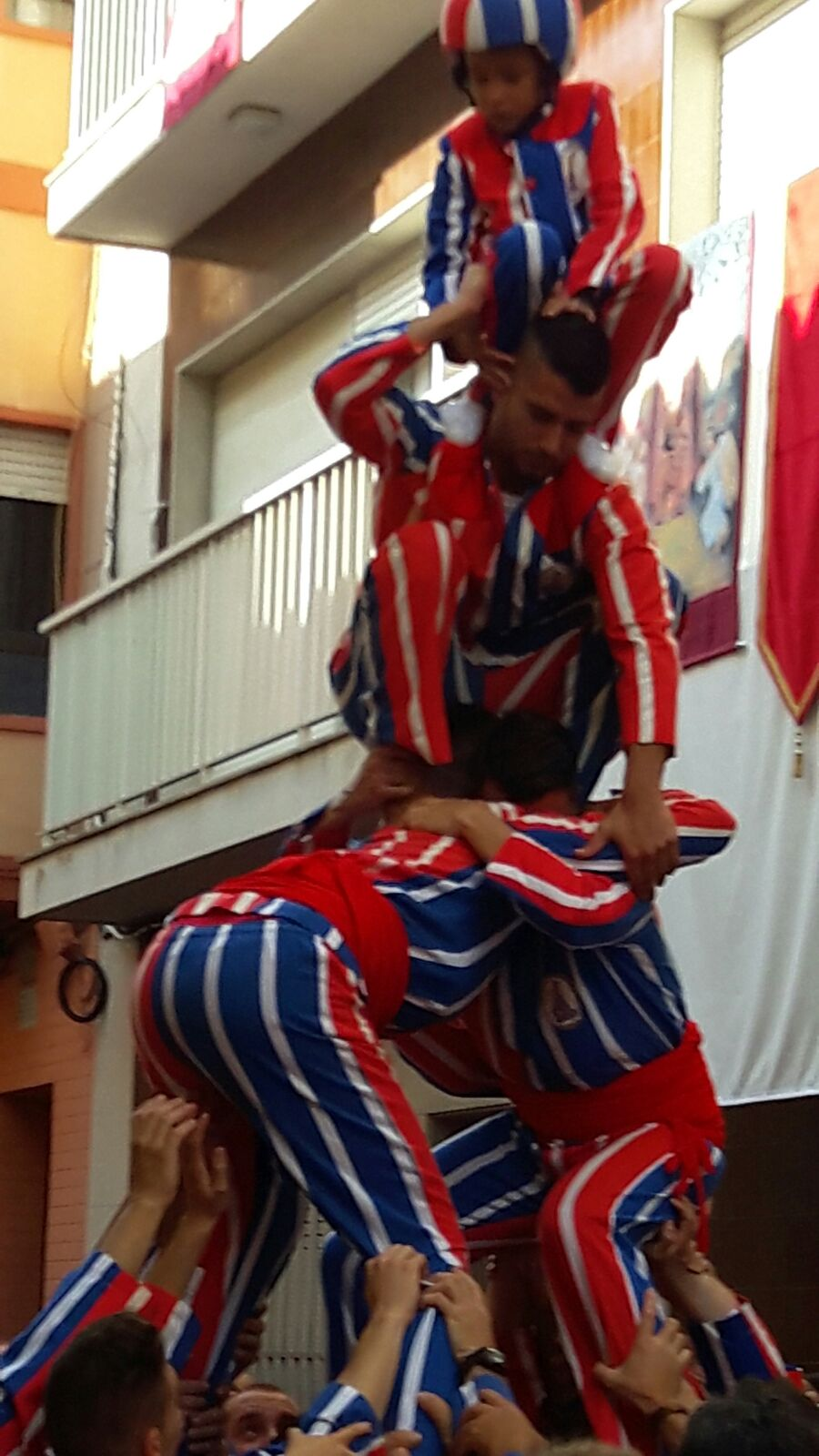
کودکی در بالای برج

پس از نیایش و اعلام بندگی، هر موکب یک سری رقص خاص را به نمایش می‌گذارند، به رهبری muixerangueros
(فردی که رقص را رهبری می‌کند) در این رقص‌ها مجموعه ای از تابلوها که از برج‌های انسانی و چهره‌های نمایشی تشکیل شده‌است اجرا می‌شود، در دو ردیف با شمع‌ها می‌رقصند، و در دور آن باز و بسته می‌شوند. این رقص با موسیقی طبل و فلوت همراه است. سپس muixerangueros یک برج انسانی تشکیل می‌دهد که به سمت صدای موسیقی حرکت می‌کند. در بالای این برج یک کودک با آغوش باز قرار دارد.
افرادی که این برج‌های انسانی را می‌سازند معمولاً گروهی از مردان هستند، تقریباً از هر حرفه ای، اما با قدرت و مهارت بدنی بالا. امروزه، حدود ۲۰۰ مرد در ساخت این برج هه شرکت می‌کنند، اما از لحاظ تاریخی سی نفر بیشتر نبودند. یک استاد یا رهبر وجود دارد که رقص و قلعه‌های انسانی، برج‌ها و دیگر چهره‌ها و همچنین پذیرش و آموزش افراد جدید را هماهنگ می‌کند.
لباس‌ها از بسیاری جهات خاص هستند. این لباس ها از پیراهن، شلوار، کفش و گاهی کلاه مخصوص تشکیل شده‌اند. این پارچه با نوارهای عمودی قرمز و آبی روی پارچه پایه سفید رنگ شده‌است. به نظر می‌رسد این ظاهر عجیب غیرعمدی است. افراد مسن تر هنوز بخاطرمیاورند که روزی از این پارچه برای روکش تشک‌های قدیمی استفاده می‌شده‌است.
در کنار این برج‌ها افراد جوان تر با کوزه‌های شکسته سعی در جمع کردن کمک‌های مردمی برای بهبود و کمک به این جشن باستانی دارند.

## موسیقی و سمبل
این رقص با موسیقی (طبل) و dolçaina (فلوت والنسیایی)، با ریتمی بسیار قدیمی، از آهنگساز ناشناخته همراه است.
برخی از افراد که برای بهبود فرهنگ والنسیا و احیای زبان آن تلاش می‌کنند، مانند جوآن فاستر، موسیقی موکسرانگا را به عنوانسرود ملی جامعه والنسیا پیشنهاد داده‌اند.